# 알 리파 역
알 리파 역(영어: Al Riffa station, 아랍어: محطة مترو الرفاع)은 도하 메트로의 녹색 선 서쪽 종단이며, 알 라이얀 지역에서 운행한다. 화장실과 기도실이 구내 시설로 위치하고 있다. 

## 역사
이 역은 2019년 12월 10일, 녹색 선과 함께 개통했다.

## 버스 연결편
104, 104A, 104B번 버스 노선으로 환승할 수 있다.

## 역 주변
- 아흐메드 빈 알리 스타디움 (2022년 월드컵 경기장)